# مریم یهودی
مریم نَبی یا مریم یهودی (به انگلیسی: Mary the Jewess)، کیمیاگر قدیمی است که بیشتر از طریق کارهای نویسنده عرفان مسیحی زوسیموس شناخته شده‌است.
چهره مریم نبی ممکن است از روی میریام خواهر موسی ساخته شده باشد. بنابر اظهارات زوسیموس، وی بین قرن اول و سوم میلادی زندگی می‌کرد. تیلور و فون‌لیپمان نام او را در لیست یکی از اولین نویسندگانی می‌آورند که در مورد کیمیا مطلب نوشته است و کارهای او را مربوط به دیرتر از قرن اول نمی‌دانند. اختراع چندین نوع دستگاه شیمیایی به او نسبت داده شده و به عنوان اولین کیمیاگر واقعی دنیای غرب در نظر گرفته شده‌است.

## تاریخچه
منبع اصلی برای وجود «مریمِ نَبی» در موضوع کیمیاگری زوسیموس است که در قرن چهارم قدیمی‌ترین کتاب‌های موجود در کیمیاگری را نوشت. زوسیموس چند تا از آزمایش‌ها و وسایل مریم را توصیف کرد. در نوشته‌های او تقریباً همیشه مریم به عنوان کسی ذکر شده‌است که در گذشته زندگی می‌کرد، و به عنوان «یکی از عقلا و فرزانگان» توصیف شده‌است.
گئورگیوس سینکلوس، یک وقایع‌نگار بیزانسی قرن هشتم، مریم را به عنوان معلم دموکریت معرفی کرده‌است وطبق نوشته او مریم وی را در منف در زمان پریکلس ملاقات کرده‌است.
ابن ندیم در کتاب الفهرست که در قرن دهم نوشته شده‌است به مری به عنوان یکی از ۵۲ تن از مشهورترین کیمیاگران اشاره کرده و اظهارمی‌کند مریم قادر بود یک رنگدانه بنفش به نام caput mortuum را آماده کند.
فیلسوف رومی مورینو او را «مریم پیامبر» نامید، و عرب‌ها او را به عنوان «دختر افلاطون» می‌شناسند- نامی که، در متون کیمیاگری غربی، به گوگرد سفید اختصاص داده شده‌است.

## نوشته‌ها
گرچه هیچ یک از نوشته‌های مریم باقی نمانده است، تعدادی از نقل‌قول‌های منسوب به او در هرمسیه یافت می‌شود. قابل توجه‌ترین آن‌ها در کتاب «گفتگوی مریم و آرئوس در مورد دیکتاتوری هرمس» اقتباس شده توسط یک فیلسوف مسیحی یافت می‌شود.